# Exallonyx pallidistigma
Exallonyx pallidistigma är en stekelart som beskrevs av Morley 1922. Exallonyx pallidistigma ingår i släktet Exallonyx, och familjen svartsteklar. Arten är reproducerande i Sverige.